# Hans Hoffmann (pictor)
Hans Hoffmann (n. cca. 1530, Nürnberg – d. 1591-1592, Praga) a fost un pictor german cunoscut pentru reproducerile pe care le-a făcut după pictorul Albrecht Dürer. Este considerat unul dintre cei mai buni artiști ce a lucrat în stilul lui Dürer. 

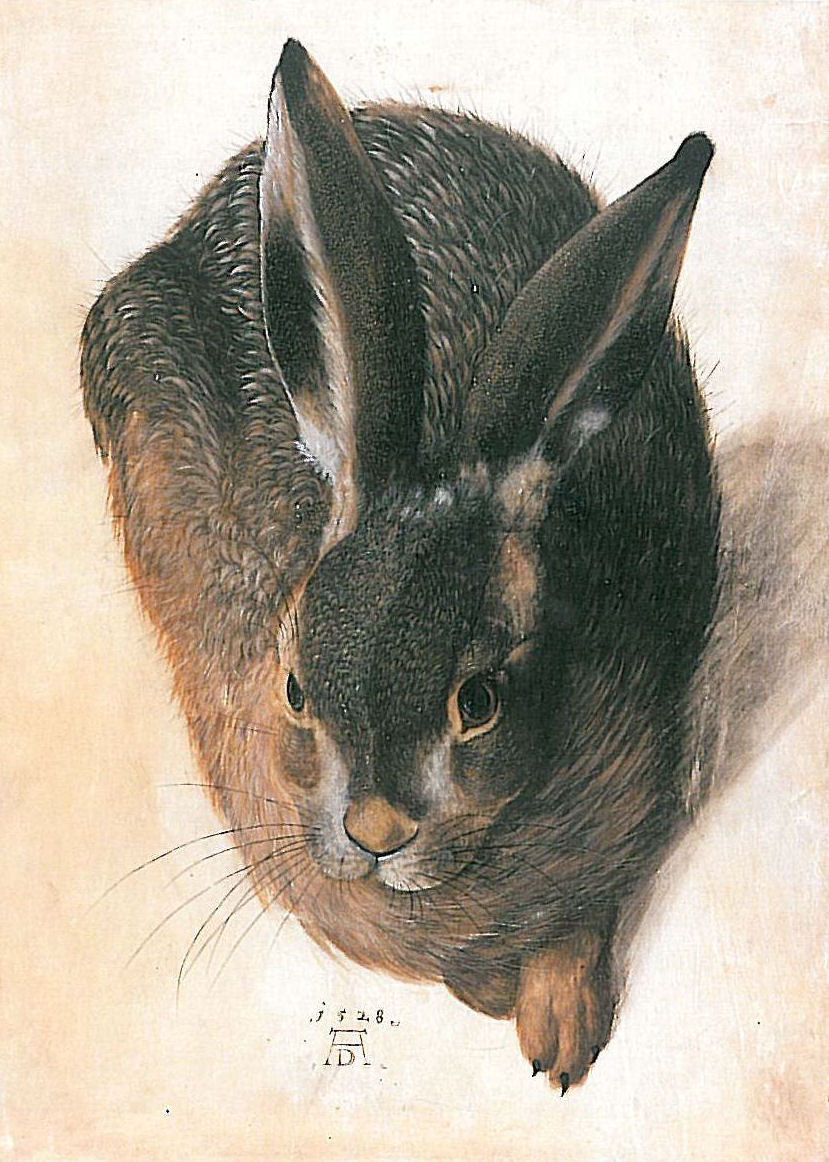
Hare